# NGC 702
NGC 702 је спирална галаксија у сазвежђу Кит која се налази на NGC листи објеката дубоког неба.
Деклинација објекта је - 4° 3' 20" а ректасцензија 1h 51m 19,2s. Привидна величина (магнитуда) објекта NGC 702 износи 13,1 а фотографска магнитуда 13,9. NGC 702 је још познат и под ознакама MCG -1-5-43, ARP 75, PGC 6852.